# Weißbrauentapaculo
Der Weißbrauentapaculo (Scytalopus superciliaris) zählt innerhalb der Familie der Bürzelstelzer (Rhinocryptidae) zur Gattung Scytalopus.
Früher wurde die Art als Unterart (Ssp.) des Andentapaculos (Scytalopus magellanicus) angesehen und als Scytalopus magellanicus superciliaris bezeichnet, auch wurde die Art als konspezifisch mit dem Graukehltapaculo (Scytalopus zimmeri) angesehen, unterscheidet sich aber durch die Lautgebung.
Die Art kommt in den Anden im Nordosten Argentiniens und im äußersten Süden Boliviens vor.
Das Verbreitungsgebiet umfasst Unterholz im tropischen oder subtropischen feuchten Bergwald, bevorzugt mit Erlen und Polylepis bewachsene Flächen, gerne in felsigen Tobeln von 1500 bis 2000 und von  3000 bis 3350 m Höhe.
Das Artepitheton kommt von lateinisch supercilium ‚Augenbraue‘.

## Merkmale
Der Vogel ist 10 bis 11 cm groß, ein ziemlich kleiner Tapaculo mit auffallend weißem Überaugenstreif und weißer Kehle. Die Oberseite ist großteils braun, Ohrdecken und Nacken sind grau, Scheitel, Rücken und Flügel braun mit einem grauen Anteil, die inneren Steuerfedern, der Rumpf und Schwanz sind dunkelbraun, dunkel gebändert oder gestrichelt. Die Unterseite ist grau, Flanken und Untersteiß sind blass olivbraun mit schwarzer Bänderung. Die Iris ist dunkel, der Schnabel schwärzlich, die Füße bräunlich. Lediglich der Graukehltapaculo (Scytalopus zimmeri) ist ähnlich, dessen Überaugenstreif reicht nur bis hinter das Auge und hat weniger Braun auf dem Scheitel.

## Geografische Variation
Es werden folgende Unterarten anerkannt:
- S. s. superciliaris Cabanis, 1883, Nominatform – Provinz Jujuy
- S. s. santabarbarae Nores, 1986 – Sierra de Santa Bárbara in der Provinz Jujuy und eventuell der angrenzenden Provinz Salta

## Stimme
Der Gesang wird als etwa eine halbe Sekunde kurzer einfacher Laut beschrieben gefolgt von einem gezogenen, abfallenden „churr“.

## Lebensweise
Die Nahrung ist nicht bekannt. Die Brutzeit liegt zwischen Oktober und Dezember. Das Nest ist eine offene Schale, das Gelege besteht aus zwei Eiern.

## Gefährdungssituation
Der Bestand gilt als nicht gefährdet (Least Concern).